# Степовое (Новоград-Волынский район)
Степовое (укр. Степове) — село на Украине, основано в 1994 году, находится в Звягельском районе Житомирской области.
Население по переписи 2001 года составляет 154 человека. Почтовый индекс — 11762. Телефонный код — 4141. Занимает площадь 0,24 км².

## Адрес местного совета
11760, Житомирская область, Новоград-Волынский р-н, с. Пилиповичи, ул. А. Довженко, 1, тел. 607-98